# Страданка

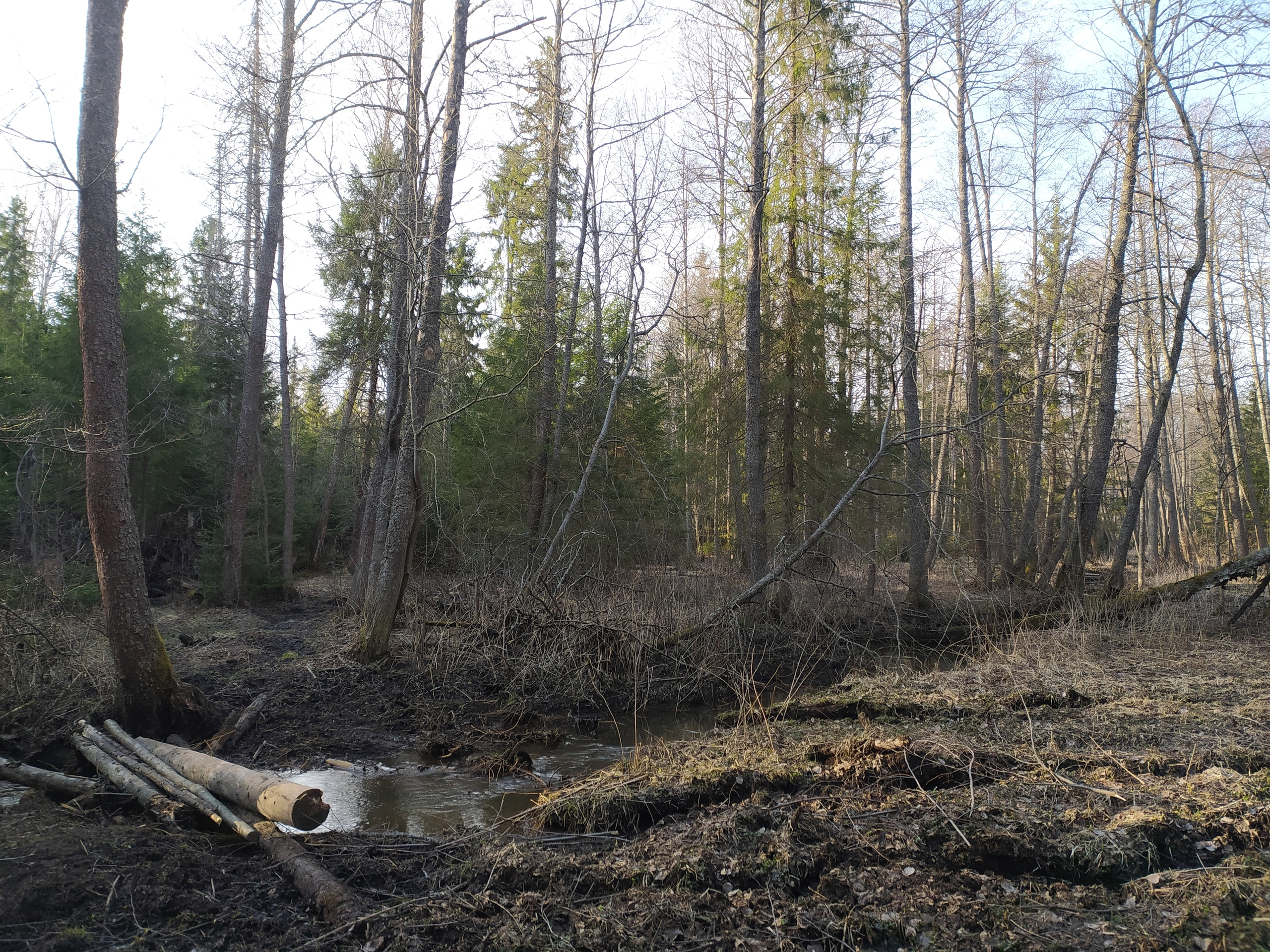
Река весной

Страданка (устар. Страдинка, Остроданка) — небольшая река в России, протекает по Ивановской области. Устье реки находится в 96 км от устья по правому берегу реки Уводь. Исток реки — канава, которая начинается у южной окраины города Иваново рядом с гаражным кооперативом. Длина реки составляет 13 км. Не судоходна.
Вдоль русла реки расположены населённые пункты (от устья к истоку): Пальмицыно, Самсоново, Стромихино, Пальмицино, Андреево.

## Данные водного реестра
По данным государственного водного реестра России относится к Окскому бассейновому округу, водохозяйственный участок реки — Уводь от истока и до устья, речной подбассейн реки — Бассейны притоков Оки от Мокши до впадения в Волгу. Речной бассейн реки — Ока.
Код объекта в государственном водном реестре — 09010301012110000033045.